# Sutton St Edmund
Sutton St Edmund is een civil parish in het bestuurlijke gebied South Holland, in het Engelse graafschap Lincolnshire. Het ligt ongeveer 23 km ten zuidoosten van de stad Spalding. In 2001 telde het dorp 630 inwoners. Eind negentiende eeuw was het dorp iets grote.
Tot 1866 was de parochie een dependance van die van Long Sutton. Het gehucht Throckenholt maakt deel uit van Sutton St Edmund.